# Raionul Boikivske
Raionul Boikivske este un raion din sud-estul Regiunii Donețk din Ucraina. Reședința sa este orașul Boikivske. 
Populația raionului este de 14.728 persoane. Suprafața raionului este de 812,927 km². 
Râul Kalmius trece prin acest raion.